# Ngô Xuân Quýnh
Ngô Xuân Quýnh (16 tháng 3 năm 1933 – 25 tháng 12 năm 2005) là một cựu cầu thủ bóng đá người Việt Nam. Ông là một trong những cầu thủ đầu tiên của đội bóng đá Thể Công.

## Cuộc đời và sự nghiệp
Ngô Xuân Quýnh sinh ngày 16 tháng 3 năm 1933 tại huyện Hưng Nguyên, tỉnh Nghệ An. Năm 1954, khi Đoàn Công tác Thể dục Thể thao Quân đội (Thể Công) được thành lập, ông là một trong 11 cầu thủ bóng đá đầu tiên của đoàn và đã cùng với đội bóng đoạt ba chức vô địch miền Bắc vào các năm 1955, 1956 và 1958.
Năm 1961, ông chuyển sang công tác huấn luyện và tổ chức đoàn Thể Công, trong đó đã dẫn dắt đội bóng đá trẻ Thể Công sang tập luyện tại Cộng hòa Dân chủ Nhân dân Triều Tiên năm 1967. Chuyến tập huấn này đã tạo ra một lứa cầu thủ tài năng của Thể Công và bóng đá Việt Nam như Nguyễn Thế Anh (Ba Đẻn), Nguyễn Trọng Giáp, Phan Văn Mỵ, Vũ Mạnh Hải, Vương Tiến Dũng, Hoàng Văn Gia... Năm 1984, ông là trưởng đoàn kiêm huấn luyện viên trưởng đội tuyển Việt Nam 2 tham dự giải bóng đá Quân đội các nước Xã hội chủ nghĩa (SKDA).
Năm 1989, ông được bầu làm Phó Chủ tịch khóa 1 của Liên đoàn bóng đá Việt Nam (VFF) mới được thành lập, đồng thời là Ủy viên Ban chấp hành của  VFF trong ba khóa liên tiếp. Ngoài ra ông còn đảm nhận nhiều chức vụ khác trong liên đoàn như Chánh Văn phòng VFF khoá 3, Phó Trưởng ban Bóng đá phong trào và Phát triển tổ chức liên đoàn khóa 4.
Ông qua đời vào ngày 25 tháng 12 năm 2005 tại Bệnh viện 108, Hà Nội.

## Đời tư
Ngô Xuân Quýnh đã kết hôn và có hai người con trai, một trong số đó là Ngô Quang Tùng – bình luận viên bóng đá nổi tiếng trên truyền hình và từng làm giám đốc điều hành của Câu lạc bộ bóng đá Hòa Phát Hà Nội. Ông Quýnh cũng là một sĩ quan trong Quân đội nhân dân Việt Nam, mang quân hàm Đại tá.

## Danh hiệu
Thể Công
- Giải hạng A miền Bắc: 1955, 1956, 1958